# Sistema de ligas de baloncesto de Uruguay

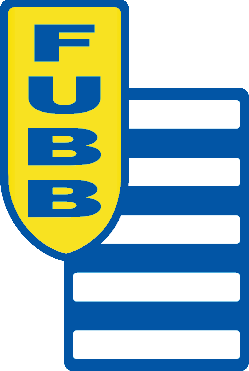
La Federación Uruguaya de Basketball es la organizadora de las ligas.

El sistema de ligas de baloncesto de Uruguay es una serie de ligas interconectadas, organizadas por la Federación Uruguaya de Basketball para los clubes de ese deporte del país, tanto en la rama masculina como en la femenina. Cuenta con una modalidad de descensos y ascensos entre diferentes ligas en diferentes niveles.

## Básquetbol masculino
Este sistema de ligas tiene como principal objetivo agrupar al baloncesto profesional y amateur bajo una misma organización. Se compone de tres divisionales: la Liga Uruguaya de Básquetbol, la Liga Uruguaya de Ascenso y la Divisional Tercera de Ascenso. Hay ascensos y descensos entre las tres divisionales.

### Sistema de ligas
| Categoría | Ligas o divisiones del baloncesto en Uruguay | Ligas o divisiones del baloncesto en Uruguay | Ligas o divisiones del baloncesto en Uruguay | Ligas o divisiones del baloncesto en Uruguay | Ligas o divisiones del baloncesto en Uruguay | Ligas o divisiones del baloncesto en Uruguay | Ligas o divisiones del baloncesto en Uruguay |
| --------- | -------------------------------------------- | -------------------------------------------- | -------------------------------------------- | -------------------------------------------- | -------------------------------------------- | -------------------------------------------- | -------------------------------------------- |
| 1         | Liga Uruguaya de Básquetbol 12 equipos       | Liga Uruguaya de Básquetbol 12 equipos       | Liga Uruguaya de Básquetbol 12 equipos       | Liga Uruguaya de Básquetbol 12 equipos       | Liga Uruguaya de Básquetbol 12 equipos       | Liga Uruguaya de Básquetbol 12 equipos       | Liga Uruguaya de Básquetbol 12 equipos       |
| 2         | Liga Uruguaya de Ascenso 16 equipos          | Liga Uruguaya de Ascenso 16 equipos          | Liga Uruguaya de Ascenso 16 equipos          | Liga Uruguaya de Ascenso 16 equipos          | Liga Uruguaya de Ascenso 16 equipos          | Liga Uruguaya de Ascenso 16 equipos          | Liga Uruguaya de Ascenso 16 equipos          |
| 3         | Divisional Tercera de Ascenso 12 equipos     | Divisional Tercera de Ascenso 12 equipos     | Divisional Tercera de Ascenso 12 equipos     |                                              |                                              |                                              |                                              |

### Evolución histórica
| Primera División |                             |
| Período          | Denominación                |
| 1915-1927        | Campeonato Nacional         |
| 1927-2003        | Campeonato Federal          |
| 2003-            | Liga Uruguaya de Básquetbol |

| Segunda División |                                          |
| Período          | Denominación                             |
| 1929-1936        | Liga Intermedia                          |
| 1936-2004        | Campeonato Federal de Segunda de Ascenso |
| 2004-2016        | Torneo Metropolitano                     |
| 2016-            | Liga Uruguaya de Ascenso                 |

| Tercera División |                                          |
| Período          | Denominación                             |
| 1929-1936        | Tercera Extra                            |
| 1936-2004        | Campeonato Federal de Tercera de Ascenso |
| 2004-            | Divisional Tercera de Ascenso de Uruguay |

### Equipos participantes
La siguiente es una lista de los equipos que disputan los campeonatos oficiales en sus respectivas categorías durante la temporada 2023/24:
| Liga Uruguaya de Básquetbol 2023/24 (12 equipos) | Liga Uruguaya de Básquetbol 2023/24 (12 equipos) | Liga Uruguaya de Básquetbol 2023/24 (12 equipos) | Liga Uruguaya de Básquetbol 2023/24 (12 equipos) |
|                                                  |                                                  | Equipo                                           | Localía                                          |
| ------------------------------------------------ | ------------------------------------------------ | ------------------------------------------------ | ------------------------------------------------ |
|                                                  |                                                  | Aguada                                           | Montevideo                                       |
|                                                  |                                                  | Biguá                                            | Montevideo                                       |
|                                                  |                                                  | Cordón                                           | Montevideo                                       |
|                                                  |                                                  | Defensor Sporting                                | Montevideo                                       |
|                                                  |                                                  | Hebraica Macabi                                  | Montevideo                                       |
|                                                  |                                                  | Goes                                             | Montevideo                                       |
|                                                  |                                                  | Larre Borges                                     | Montevideo                                       |
|                                                  |                                                  | Malvín                                           | Montevideo                                       |
|                                                  |                                                  | Nacional                                         | Montevideo                                       |
|                                                  |                                                  | Peñarol                                          | Montevideo                                       |
|                                                  |                                                  | Trouville                                        | Montevideo                                       |
|                                                  |                                                  | Urupan                                           | Canelones                                        |

| Liga Uruguaya de Ascenso 2023 (16 equipos) | Liga Uruguaya de Ascenso 2023 (16 equipos) | Liga Uruguaya de Ascenso 2023 (16 equipos) | Liga Uruguaya de Ascenso 2023 (16 equipos) |
|                                            |                                            | Equipo                                     | Localía                                    |
| ------------------------------------------ | ------------------------------------------ | ------------------------------------------ | ------------------------------------------ |
|                                            |                                            | 25 de Agosto                               | Montevideo                                 |
|                                            |                                            | Atenas                                     | Montevideo                                 |
|                                            |                                            | Capitol                                    | Montevideo                                 |
|                                            |                                            | Colón                                      | Montevideo                                 |
|                                            |                                            | Lagomar                                    | Canelones                                  |
|                                            |                                            | Larrañaga                                  | Montevideo                                 |
|                                            |                                            | Miramar                                    | Montevideo                                 |
|                                            |                                            | Olimpia                                    | Montevideo                                 |
|                                            |                                            | Olivol Mundial                             | Montevideo                                 |
|                                            |                                            | Sayago                                     | Montevideo                                 |
|                                            |                                            | Stockolmo                                  | Montevideo                                 |
|                                            |                                            | Tabaré                                     | Montevideo                                 |
|                                            |                                            | Unión Atlética                             | Montevideo                                 |
|                                            |                                            | Urunday Universitario                      | Montevideo                                 |
|                                            |                                            | Verdirrojo                                 | Montevideo                                 |
|                                            |                                            | Welcome                                    | Montevideo                                 |

| Divisional Tercera de Ascenso 2022 (12 equipos) | Divisional Tercera de Ascenso 2022 (12 equipos) | Divisional Tercera de Ascenso 2022 (12 equipos) | Divisional Tercera de Ascenso 2022 (12 equipos) |
|                                                 |                                                 | Equipo                                          | Localía                                         |
| ----------------------------------------------- | ----------------------------------------------- | ----------------------------------------------- | ----------------------------------------------- |
|                                                 |                                                 | Albatros                                        | Montevideo                                      |
|                                                 |                                                 | Auriblanco                                      | Montevideo                                      |
|                                                 |                                                 | Bohemios                                        | Montevideo                                      |
|                                                 |                                                 | Capurro                                         | Montevideo                                      |
|                                                 |                                                 | Deportivo Paysandú                              | Montevideo                                      |
|                                                 |                                                 | Juventud                                        | Canelones                                       |
|                                                 |                                                 | Layva                                           | Montevideo                                      |
|                                                 |                                                 | Montevideo                                      | Montevideo                                      |
|                                                 |                                                 | Marne                                           | Montevideo                                      |
|                                                 |                                                 | Reducto                                         | Montevideo                                      |
|                                                 |                                                 | San Telmo Rápido Sport                          | Montevideo                                      |
|                                                 |                                                 | Yale                                            | Montevideo                                      |

## Básquetbol femenino
Liga Femenina de Básquetbol es la máxima divisional del básquetbol femenino, la cual se inauguró en 2017. Hasta ese entonces, se disputaba (al igual que en el básquetbol masculino), el Torneo Metropolitano Femenino.
Su sistema de disputa es muy similar al de la Liga Uruguaya de Básquetbol.

### Sistema de ligas
| Categoría | Ligas o divisiones del Básquetbol Femenino Uruguayo | Ligas o divisiones del Básquetbol Femenino Uruguayo | Ligas o divisiones del Básquetbol Femenino Uruguayo | Ligas o divisiones del Básquetbol Femenino Uruguayo | Ligas o divisiones del Básquetbol Femenino Uruguayo | Ligas o divisiones del Básquetbol Femenino Uruguayo | Ligas o divisiones del Básquetbol Femenino Uruguayo |
| --------- | --------------------------------------------------- | --------------------------------------------------- | --------------------------------------------------- | --------------------------------------------------- | --------------------------------------------------- | --------------------------------------------------- | --------------------------------------------------- |
| 1         | Liga Femenina de Básquetbol 12 equipos              | Liga Femenina de Básquetbol 12 equipos              | Liga Femenina de Básquetbol 12 equipos              | Liga Femenina de Básquetbol 12 equipos              | Liga Femenina de Básquetbol 12 equipos              | Liga Femenina de Básquetbol 12 equipos              | Liga Femenina de Básquetbol 12 equipos              |

### Equipos participantes
La siguiente es una lista de los equipos que disputarán los campeonatos oficiales en sus respectivas categorías durante la Temporada 2022.
| \| Liga Femenina de Básquetbol 2022 (12 equipos) \| Liga Femenina de Básquetbol 2022 (12 equipos) \| \| Equipo \| Localía \| \| --------------------------------------------- \| --------------------------------------------- \| \| 25 de Agosto \| Montevideo \| \| Aguada \| Montevideo \| \| Defensor Sporting \| Montevideo \| \| Deportivo Paysandú \| Montevideo \| \| Hebraica Macabi \| Montevideo \| \| Juventud \| Canelones \| \| Lagomar \| Canelones \| \| Malvín \| Montevideo \| \| Montevideo \| Montevideo \| \| Remeros \| Soriano \| \| Urunday Universitario \| Montevideo \| \| Yale \| Montevideo \| |            |
| Liga Femenina de Básquetbol 2022 (12 equipos) |            |
| Equipo | Localía    |
| 25 de Agosto | Montevideo |
| Aguada | Montevideo |
| Defensor Sporting | Montevideo |
| Deportivo Paysandú | Montevideo |
| Hebraica Macabi | Montevideo |
| Juventud | Canelones  |
| Lagomar | Canelones  |
| Malvín | Montevideo |
| Montevideo | Montevideo |
| Remeros | Soriano    |
| Urunday Universitario | Montevideo |
| Yale | Montevideo |